# Menodor (metge)
Menodor (grec antic: Μηνόδωρος, llatí: Menodorus) va ser un metge grec i escriptor sobre temes de botànica medicinal. En parla Ateneu, que diu que era seguidor de les teories del metge Erasístrat i amic del metge Hicesi. Va viure probablement al final del segle i aC. És segurament el mateix Menodor que esmenta Andròmac.